# Cavia magna
La Cavia magna è un roditore tipico delle coste del Brasile e dell'Uruguay. I maschi di tale roditore pesano mediamente 636 grammi e sono lunghi 31 centimetri, le femmine invece pesano 537 grammi e sono lunghe 30 cm. Il pelo dorsale di questo animale è marrone scuro, mentre il pelo ventrale è bruno rossastro. La specie è semiacquatica e possiede delle membrane tra le dita.

## Comportamento
È erbivora; è un animale solitario che vive in dei sentieri all'interno della vegetazione. Il suo territorio varia dalla dimensione, dal sesso e la quantità dell'acqua presente.
Le femmine partoriscono tre figli l'anno, ed hanno una gestazione di 64 giorni.